# Friedrich Argelander
Friedrich Argelander (alemany: Friedrich Wilhelm August Argelander)  (Klaipėda, 22 de març de 1799 - Bonn, 17 de febrer de 1875). En aquest moment el poble pertanyia a Prússia i la ciutat més gran a la zona era Königsberg (Kaliningrad), on el 1817 Argelander va començar la seva educació en ciències.
El 1810 en Königsberg, Friedrich Wilhelm Bessel (1784-1846) s'havia convertit en el director de l'observatori local i professor d'astronomia a la universitat. Argelander estava molt entusiasmat per l'astronomia gràcies a Bessel per la qual cosa es va convertir en el seu estudiant i en 1820 en assistent de l'observatori de Königsberg.
Va obtenir en 1822 el seu doctorat amb una revisió crítica de les observacions de John Flamsteed (1646- 1719), qui havia publicat un sumari sense corregir de les seves observacions des de 1676 fins a 1705 en 1712.
Bessel li va aconseguir un treball a Argelander en 1823 com a observador en l'observatori de la universitat de Turku (en suec, Åbo), Finlàndia, anomenada per aquell temps Acadèmia de Turku. Argelander es va convertir en el director de l'observatori i en 1828 en professor d'astronomia de la universitat. En 1828 la universitat es va mudar a Hèlsinki a causa d'un incendi que havia destruït la major part dels edificis de la universitat en Turku (Åbo) en 1827. En Turku havia treballat en el moviment dels estels, on va escriure els resultats en 1837 en el llibre Sobre el Moviment Propi del Sistema Solar.
Des de 1836 a 1837 va començar amb els primers plans d'un observatori a Bonn, el qual hauria de ser finançat per Friedrich Wilhelm IV (1795- 1861).
Durant el període de construcció en 1843, Argelander va publicar un catàleg d'estels fixos visibles a simple vista, on va crear un mètode únic per estimar la lluentor dels estels amb relació a unes altres. El catàleg es va dir Uranometria nova, potser en memòria de l'atles estel·lar Uranometria de Johannes Bayer (1572-1625) escrit en 1603. Aquest mètode de càlcul també ho va usar per a una col·lecció de 22 estels variables coneguts publicada en 1850.
Per a la determinació del moviment propi del Sistema Solar relacionat a l'univers que l'envolta Argelander va arribar a la conclusió que no tenia dades suficients per a la resposta correcta sobre quin centre es movien el Sol i els estels, si és que n'hi havia cap. D'aquesta manera es va dedicar a estudiar des de Bonn les posicions dels estels en l'hemisferi nord des de 1852.
En 11 anys va mesurar la posició i lluentor de 324.198 estels entre +90° i –2° declinació amb el seu assistent Eduard Schönfeld (1828- 1891) i Adalbert Krüger (1832- 1896) i va arreplegar aquestes observacions en un índex numerat per declinació.
Aquest catàleg publicat per primera vegada el 1863 es va fer conegut com Bonner Durchmusterung (Mesurament de Bonn, abreujat BD). En el mateix any Argelander va fundar la Societat Astronòmica amb Wilhelm Foerster (1832- 1921), entre d'altres. L'objectiu d'aquesta societat era el de realitzar un mapa complet del cel. La societat va publicar de manera independent un catàleg d'estels entre els 80° i –23° declinació en 1887, contenint prop de 200.000 estels, conegut com a Astronomische Gesellschaft Katalog (AGK).
Argelander va morir a l'edat de 76 anys el 17 de febrer de 1875.

## Reconeixements
- El cràter lunar Argelander s'anomena així en la seua memòria.[3]
- L'asteroide (1551) Argelander també commemora el seu nom nombre.[4]

## Altres obres
- Observationes astronomicae in specula universitatis Fennicae factae. 3 vols. Hèlsinki (Helsingfors) 1830-32
- DLX stellarum fixarum positiones mediae ineunte anno 1830. Hèlsinki 1835
- Über die eigene Bewegung des Sonnensystems. (Sant Petersburg 1837)
- Durchmusterung des nördlichen Himmels zwischen 45° und 80° nördlicher Deklination. Bonn 1848
- Neue Uranometrie. Berlín 1843
- Durchmusterung der Himmelszone zwischen 15° und 31° südlicher Deklination. In: Astronomische Beobachtungen auf der Sternwarte zu Bonn 1846-1852
- Atles des nördlichen gestirnten Himmels. Bonn 1857-1863: 40 cartes